# Arondismentul Fougères-Vitré
Arondismentul Fougères-Vitré (în franceză Arrondissement de Fougères-Vitré) este un arondisment din departamentul Ille-et-Vilaine, regiunea Bretagne, Franța.

## Subdiviziuni

### Cantoane
- Cantonul Antrain
- Cantonul Argentré-du-Plessis
- Cantonul Châteaubourg
- Cantonul Fougères-Nord
- Cantonul Fougères-Sud
- Cantonul La Guerche-de-Bretagne
- Cantonul Louvigné-du-Désert
- Cantonul Retiers
- Cantonul Saint-Aubin-du-Cormier
- Cantonul Saint-Brice-en-Coglès
- Cantonul Vitré-Est
- Cantonul Vitré-Ouest

### Comune
| 1. Antrain (35004)                   | 2. Arbrissel (35005)                  | 3. Argentré-du-Plessis (35006)            | 4. Availles-sur-Seiche (35008)       |
| 5. Baillé (35011)                    | 6. Bais (35014)                       | 7. Balazé (35015)                         | 8. Bazouges-la-Pérouse (35019)       |
| 9. La Bazouge-du-Désert (35018)      | 10. Beaucé (35021)                    | 11. Billé (35025)                         | 12. Bréal-sous-Vitré (35038)         |
| 13. Brielles (35042)                 | 14. Champeaux (35052)                 | 15. La Chapelle-Erbrée (35061)            | 16. La Chapelle-Janson (35062)       |
| 17. La Chapelle-Saint-Aubert (35063) | 18. Châteaubourg (35068)              | 19. Le Châtellier (35071)                 | 20. Châtillon-en-Vendelais (35072)   |
| 21. Chauvigné (35075)                | 22. Chelun (35077)                    | 23. Coësmes (35082)                       | 24. Coglès (35083)                   |
| 25. Combourtillé (35086)             | 26. Cornillé (35087)                  | 27. Domagné (35096)                       | 28. Domalain (35097)                 |
| 29. Dompierre-du-Chemin (35100)      | 30. Drouges (35102)                   | 31. Eancé (35103)                         | 32. Erbrée (35105)                   |
| 33. Essé (35108)                     | 34. Étrelles (35109)                  | 35. Le Ferré (35111)                      | 36. Fleurigné (35112)                |
| 37. La Fontenelle (35113)            | 38. Forges-la-Forêt (35114)           | 39. Fougères (35115)                      | 40. Gennes-sur-Seiche (35119)        |
| 41. Gosné (35121)                    | 42. La Guerche-de-Bretagne (35125)    | 43. Javené (35137)                        | 44. Laignelet (35138)                |
| 45. Landavran (35141)                | 46. Landéan (35142)                   | 47. Lécousse (35150)                      | 48. Le Loroux (35157)                |
| 49. Louvigné-de-Bais (35161)         | 50. Louvigné-du-Désert (35162)        | 51. Luitré (35163)                        | 52. Marcillé-Raoul (35164)           |
| 53. Marcillé-Robert (35165)          | 54. Marpiré (35166)                   | 55. Martigné-Ferchaud (35167)             | 56. Mecé (35170)                     |
| 57. Mellé (35174)                    | 58. Mézières-sur-Couesnon (35178)     | 59. Mondevert (35183)                     | 60. Montautour (35185)               |
| 61. Monthault (35190)                | 62. Montours (35191)                  | 63. Montreuil-des-Landes (35192)          | 64. Montreuil-sous-Pérouse (35194)   |
| 65. Moulins (35198)                  | 66. Moussé (35199)                    | 67. Moutiers (35200)                      | 68. Noyal-sous-Bazouges (35205)      |
| 69. Parcé (35214)                    | 70. Parigné (35215)                   | 71. Le Pertre (35217)                     | 72. Pocé-les-Bois (35229)            |
| 73. Poilley (35230)                  | 74. Rannée (35235)                    | 75. Retiers (35239)                       | 76. Marcillé-Robert (35165)          |
| 77. Rimou (35242)                    | 78. Romagné (35243)                   | 79. Saint-Aubin-des-Landes (35252)        | 80. Saint-Aubin-du-Cormier (35253)   |
| 81. Saint-Brice-en-Coglès (35257)    | 82. Saint-Christophe-des-Bois (35260) | 83. Saint-Christophe-de-Valains (35261)   | 84. Saint-Didier (35264)             |
| 85. Sainte-Colombe (35262)           | 86. Saint-Georges-de-Chesné (35269)   | 87. Saint-Georges-de-Reintembault (35271) | 88. Saint-Germain-du-Pinel (35272)   |
| 89. Saint-Germain-en-Coglès (35273)  | 90. Saint-Hilaire-des-Landes (35280)  | 91. Saint-Jean-sur-Couesnon (35282)       | 92. Saint-Jean-sur-Vilaine (35283)   |
| 93. Saint-Marc-le-Blanc (35292)      | 94. Saint-Marc-sur-Couesnon (35293)   | 95. Saint-M'Hervé (35300)                 | 96. Saint-Ouen-des-Alleux (35304)    |
| 97. Saint-Ouen-la-Rouërie (35303)    | 98. Saint-Rémy-du-Plain (35309)       | 99. Saint-Sauveur-des-Landes (35310)      | 100. Saint-Étienne-en-Coglès (35267) |
| 101. La Selle-en-Coglès (35323)      | 102. La Selle-en-Luitré (35324)       | 103. La Selle-Guerchaise (35325)          | 104. Taillis (35330)                 |
| 105. Le Theil-de-Bretagne (35333)    | 106. Thourie (35335)                  | 107. Le Tiercent (35336)                  | 108. Torcé (35338)                   |
| 109. Tremblay (35341)                | 110. Val-d'Izé (35347)                | 111. Vendel (35348)                       | 112. Vergéal (35347)                 |
| 113. Villamée (35357)                | 114. Visseiche (35359)                | 115. Vitré (35360)                        |                                      |